# Teupitz
Teupitz è una città di 1 895 abitanti del Brandeburgo, in Germania.

Appartiene al circondario di Dahme-Spreewald ed è capoluogo dell'Amt Schenkenländchen.

## Geografia antropica

### Suddivisioni amministrative
Alla città di Teupitz appartengono le frazioni di Egsdorf, Neuendorf e Tornow.